# Absu
Absu je američki black/thrash metal sasav iz Plana, Teksas.

## O sastavu
Osnovan je pod imenom Dolmen, no 1991. mjenjaju ime u Absu, prema nazivu za podzemni ocean u sumerskoj mitologiji. U početku su svirali death metal, no nakon prvog studijskog albuma Barathrum: V.I.T.R.I.O.L. prelaze na black/thrash metal s utjecajima keltske i folk glazbe, a kasnije i elementima jazz fuzije te progresivnog i pishodeličnog rocka, koju sastav naziva "mitološki okultni metal". Prva dva albuma su o sumerskoj mitologiji, dok su The Third Storm of Cythraul, In the Eyes of Ioldanach i Tara trilogija o keltskoj mitologiji, dok su njihova posljednja dva albuma Absu i Abzu dio nove trilogije o magiji i okultizmu.

## Članovi sastava
Trenutačna postava
- Proscriptor McGovern (Russ R. Givens) - bubnjevi, vokal (1992. – 2002., 2007.-)
- Ezezu (Paul Williamson) - bas-gitara, prateći vokal (2008.-)
- Vis Crom (Matt Moore) - gitara (2009.-)

Bivši članovi
- Danny Benbow - bubnjevi (1990. – 1992.)
- Gary Lindholm - gitara (1990. – 1992.)
- Equitant Ifernain (Ray Heflin) - gitara, bas-gitara (1990. – 2002.)
- Shaftiel (Mike Kelly) - gitara, vokal (1990. – 2002.)
- Daviel Mysticia (Dave Ward) - gitara (1992. – 1993.)
- Black Massith (Brian Artwick) - klavijature (1992. – 1993.)
- Kashshapxu (Rad Davis)	gitara (2001. – 2002.)
- Vastator Terrarum - bas-gitara, gitara, klavijature, prateći vokal (2007. – 2008.)
- Aethyris MacKay (Shandy MacKay) - gitara, klavijature (2007. – 2010.)
- Zawicizuz (Geoffrey Sawicky) - gitara, klavijature (2008. – 2009.)

## Diskografija
Studijski albumi
- Barathrum: V.I.T.R.I.O.L. (1993.)
- The Sun of Tiphareth (1995.)
- The Third Storm of Cythrául (1997.)
- Tara (2001.)
- Absu (2009.)
- Abzu (2011.)

EP-ovi
- The Temples of Offal (1992.)
- ...and Shineth unto the Cold Cometh... (1995.)
- In the Eyes of Ioldánach (1998.)
- L'attaque du tyran: Toulouse, le 28 avril 1997 (2007.)
- Split with Demonical (2007.)
- Speed n' Spikes No. 2 (2008.)
- Split with Infernal Stronghold (2011.)
- Telepaths Within Nin-Edin (2015.)

## Vanjske poveznice
- Službena MySpace stranica